# 寄生魁蛤
寄生魁蛤（学名：Bentharca xenophoricola），是魁蛤目圆魁蛤科Bentharca属的一种。主要分布于中国大陆、台湾，常栖息在潮下带50－2150米。